# Tassili n'Ajjer

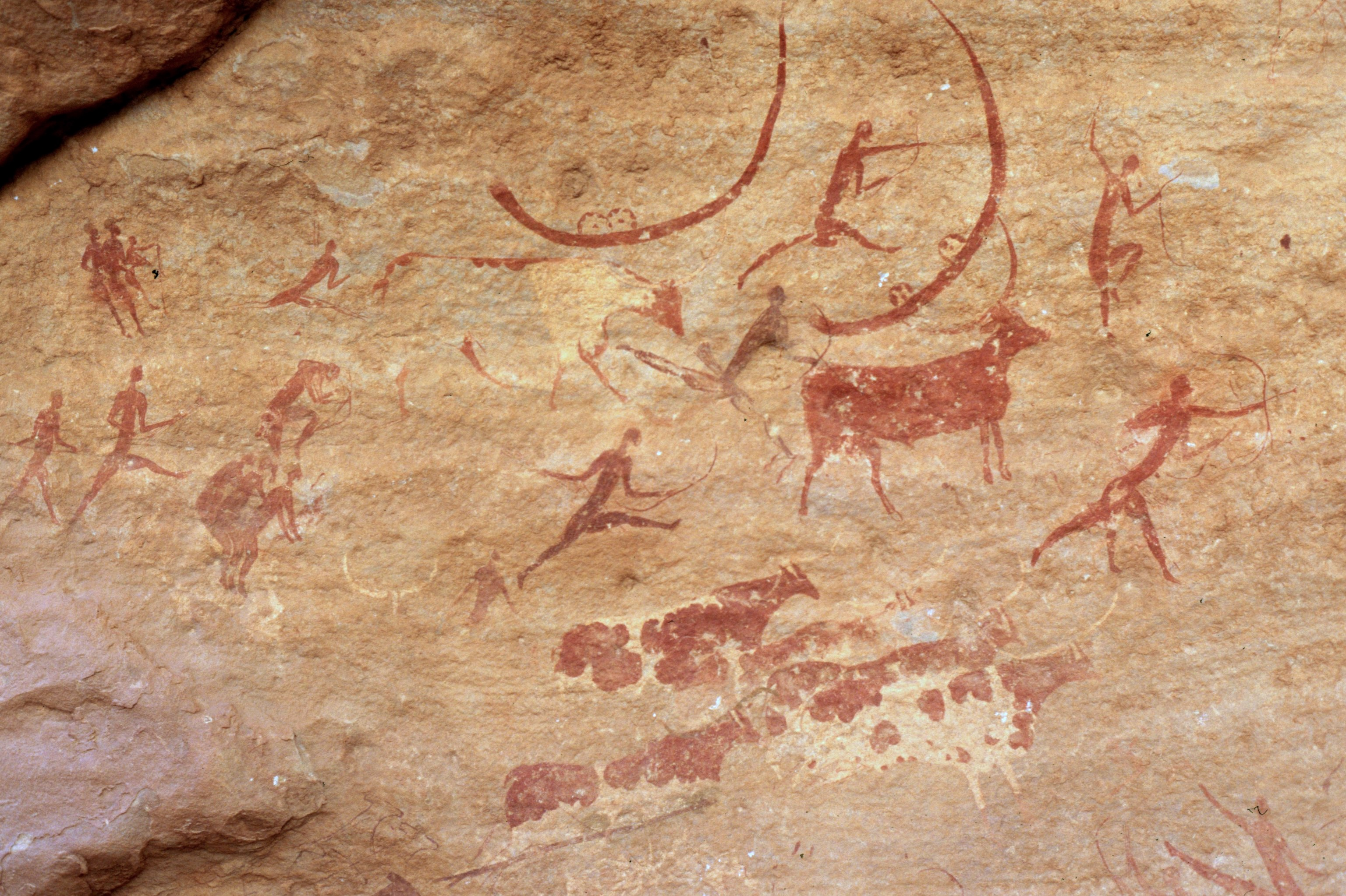
Picturi rupestre de la Tassili n'Ajjer

Tassili n'Ajjer (din limba tamazight: "Podișul Râurilor") este un lanț muntos din Deșertul Sahara în sud-estul Algeriei, Africa de Nord. Se întinde pe aproximativ 500 km, de la 26°20′ N 05°00′ E est-sud-est la 24°00′ N 10°00′ E, iar cel mai înalt vârf este Adrar Afao (2.158 m), situat la 25°10′ N 8°11′ E. Cel mai apropiat oraș este Djanet, localizat la aproximativ 10 km, în sud-vestul șirului muntos.
Majoritatea lanțului muntos, inclusiv chiparoșii și siturile arheologice, este protejată în Parcul Național, Rezerva de Biosferă și Situl Patrimoniului Mondial UNESCO, fiind numită și Parcul Național Tassili n'Ajjer.

## Date geologice
Șirul muntos este alcătuit, în mare parte, din gresie. Eroziunea din această aree a dat naștere a nu mai puțin de 300 de arce naturale din piatră, pe lângă alte forme de relief spectaculoase.

## Ecologie
Din cauza altitudinii și a proprietății gresiei de a reține apă, vegetația este mai bogată decât în deșertul din apropiere; aceasta include și o porțiune de pădure răzleață în care se află specii pe cale de dispariție (cum ar fi Chiparosul Saharian sau Mirtul Saharian), la cea mai înaltă altitudine din jumătatea estică a lanțului muntos.
Ecologia lanțului Tassili n'Ajjer este explicată mai pe larg în articolul Munții Saharei de Vest, ecoregiune căreia îi aparține această secțiune. Traducerea literală a denumirii Tassili n'Ajjer este 'Podișul Râurilor' și se referă la vremea în care climatul era mult mai umed decât azi.

## Arta preistorică
Șirul muntos este de asemenea cunoscut pentru picturile rupestre și pentru unele situri arheologice, care datează din perioada neolitică, atunci când climatul local era mai umed, comparându-se cu o savană, nu cu un deșert. Arta descrie turme de vite, mari animale sălbatice, inclusiv crocodili, și activități umane ca vânătoare și dans. Această artă are puternice influențe stilistice din arta pre-Ngunii în Arta Africii de Sud.

## Patrimoniu mondial UNESCO
Picturile rupestre din masivul Tassili n'Ajjer au fost înscrise în anul 1982 pe lista patrimoniului cultural mondial UNESCO.